# Isoxanthohumol
L'isoxanthohumol est un prénylflavonoïde (en) et c'est aussi un phytoœstrogène, désigné par l’abréviation IX.
La 8-prénylnaringénine peut être produite à partir d'isoxanthohumol par la flore intestinale, et par certains champignons dans les milieux de culture.